# Oxymore (album)
Oxymore is een album uit 2022 van Jean-Michel Jarre, zijn negentiende reguliere studioalbum. Het album werd op 21 oktober 2022 onder het label Columbia Records uitgebracht op cd, vinyl, streaming en download.

## Tracklijst
Alle muziek en teksten zijn geschreven door Jean-Michel Jarre. 
| Nr. | Titel              | Duur |
| --- | ------------------ | ---- |
| 1.  | Agora              | 1:34 |
| 2.  | Oxymore            | 4:45 |
| 3.  | Neon Lips          | 4:27 |
| 4.  | Sonic Land         | 6:01 |
| 5.  | Animal Genesis     | 5:46 |
| 6.  | Synthy Sisters     | 3:20 |
| 7.  | Sex in the Machine | 5:45 |
| 8.  | Zeitgeist          | 3:06 |
| 9.  | Crystal Garden     | 4:09 |
| 10. | Brutalism          | 4:41 |
| 11. | Epica              | 5:25 |

## Over het album
Oorspronkelijk was Jarre van plan om samen te werken met de Franse componist Pierre Henry, een van Jarre's invloeden, maar Henry stierf in 2017 en de samenwerking werd nooit voltooid. Henry had echter enkele soundbites opgenomen voor de samenwerking, die Jarre voor het album gebruikte. Daarop voegde Jarre zijn eigen composities toe.
Jarre werd ook geïnspireerd door de Franse beweging musique concrète, een genre dat opgenomen geluiden als grondstof gebruikt. Oxymore werd uitgebracht op cd, dubbel vinyl en digitaal in stereo, binaural, 5.1 en Dolby Atmos-mixen. Het fysieke product bevat ook een code om toegang te krijgen tot de hoogste kwaliteit binaurale master.